# Derde Arbeidscircuit
Het Derde Arbeidscircuit (DAC) is ontstaan in België in het begin van de jaren 80 van de 20e eeuw, en had de directe jobcreatie voor langdurig werklozen tot doel.
Anno 2009 waren de meeste projecten geregulariseerd. Na regularisatie ontvangen de werknemers, die voordien in een DAC-project werkten, een gewoon loon van hun werkgever en niet langer een loon van het Vlaams Subsidieagentschap voor Werk en Sociale Economie. Nog bestaande DAC-projecten worden verder gesubsidieerd zolang zij de toekenningsvoorwaarden respecteren. Nieuwe aanvragen zijn niet  mogelijk. Alleen bepaalde wijzigingen aan bestaande projecten kunnen nog worden aangevraagd.
Het Vlaams Subsidieagentschap voor Werk en Sociale Economie betaalt aan de werkgever de loonkosten van de DAC-werknemer. Deze kosten wordt betaald op basis van voor het DAC vastgelegde weddeschalen. Sommige werkgevers moeten 5% van de loonsom zelf betalen.
De DAC-werknemer heeft een arbeidscontract van bepaalde of onbepaalde duur op basis van de wet op de arbeidsovereenkomsten van 3 juli 1978. De werknemer mag afwezig zijn met behoud van loon om in te gaan op een werkaanbieding. Indien een werknemer ontslag neemt omdat hij wil overstappen naar een andere job is een verkorte opzegperiode van zeven kalenderdagen van toepassing.